# Карл IX Валуа
Карл IX (фр. Charles IX de France; 27 червня 1550 — 30 травня 1574) — король Франції, син Катерини Медічі; санкціював масове винищення гугенотів (Варфоломіївська ніч, 1572 р.).
Передостанній король Франції з династії Валуа. Правив з 5 грудня 1560 року. Син короля Генріха II та Катерини Медічі. Його мати була при ньому регентом до 17 серпня 1563 року. Правління Карла IX позначилося численними релігійними війнами та врешті-решт Варфоломіївською ніччю — масовим вбивством гугенотів.

## Біографія

### Дитинство
Карл Валуа народився 27 червня 1550 року в королівському замку Сен-Жермен-ан-Ле. До сходження на престол мав титул герцога Орлеанського.

### Правління

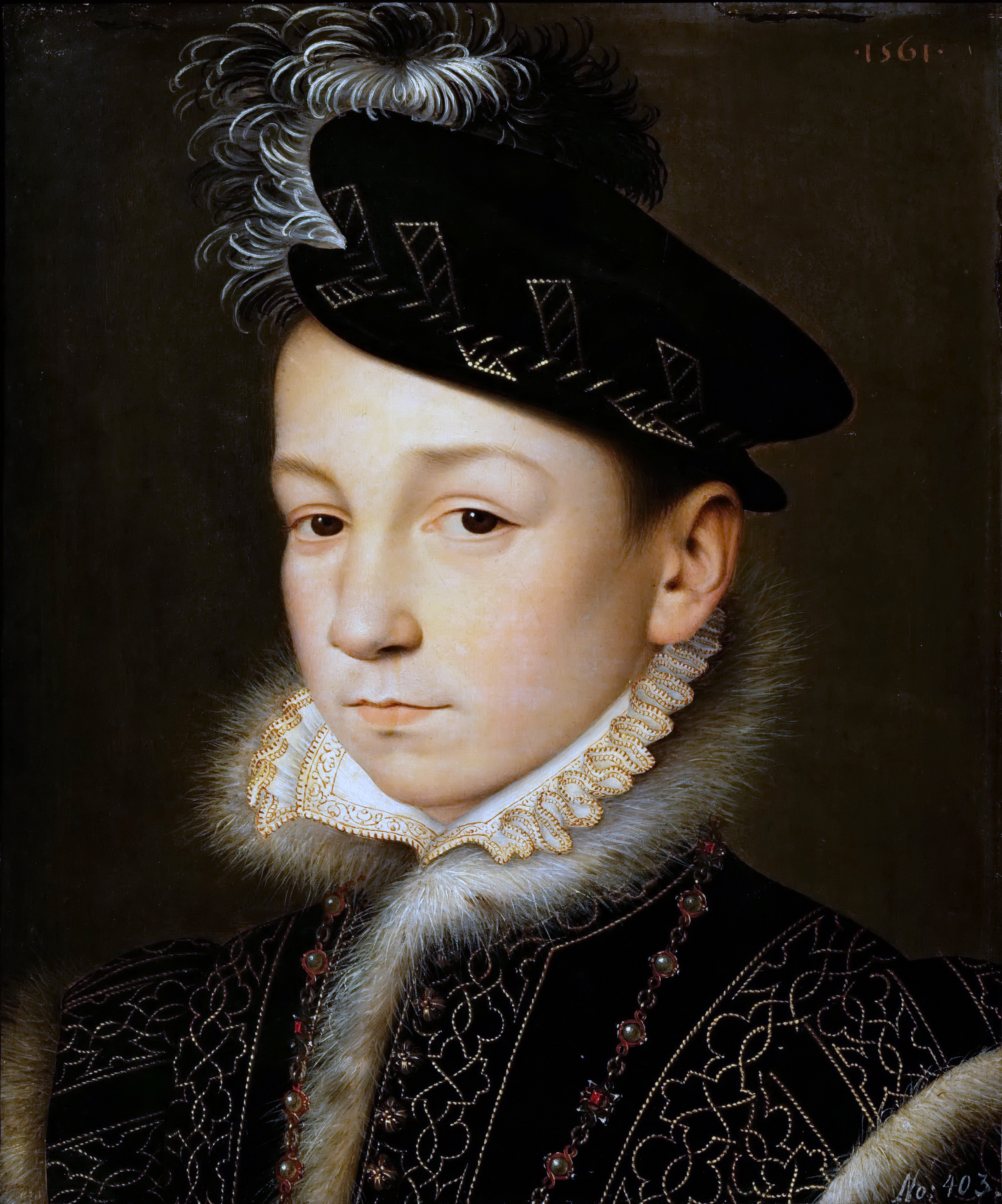
Карл IX в рік вступу на престол, робота Франсуа Клуе

Після смерті старшого брата Франциска II у 1560 році успадкував трон в 10-річному віці. Його коронували в Реймсі 15 травня 1561 року; перші роки регентшею була його мати Катерина Медічі. У віці 20 років (26 листопада 1570 року) одружився з Єлизаветою Австрійською.

#### Релігійні протистояння
Канцлер Мішель де Опіталь рекомендував королеві звільнити учасників Амбуазької змови. Під час колоквіуму в Пуассі королева-мати сподівалась привести до згоди партію католиків, очолювану представником видного аристократичного роду Гізів Шарлем де Гізом, кардиналом Лотаринзьким, і партію протестантів, очолювану Теодором Безою, але марно. Гугеноти не пішли ні на яке зближення з католиками. 16 листопада 1561 року різанина у Кагорі, що закінчилася загибеллю 30 протестантів, зробила подальші переговори неможливими. 1 січня 1562 року Сен-Жерменський едикт дозволив протестантам відправлення культу за межами міст.
Тим не менш, різанина у Васі змусила протестантів на чолі з принцом Людовіком І Конде взятися за зброю. Здобувши кілька перемог, вони були врешті розбиті Франсуа де Гізом у битві при Дре 19 грудня 1562 року. Принц Конде потрапив у полон, але протестанти змогли захопити іншого лідера католиків — Анн де Монморансі. 4 січня 1563 року Франсуа де Гіз обложив Орлеан, але 24 лютого його вбили трьома пострілами з пістолета в спину. 19 березня Амбуазький едикт встановив перше крихке перемир'я. 19 серпня 1563 року Карл досяг повноліття, але реальна влада на той момент залишилася в руках Катерини Медичі.

#### Амбуазький мир (1563—1566) та велика подорож короля

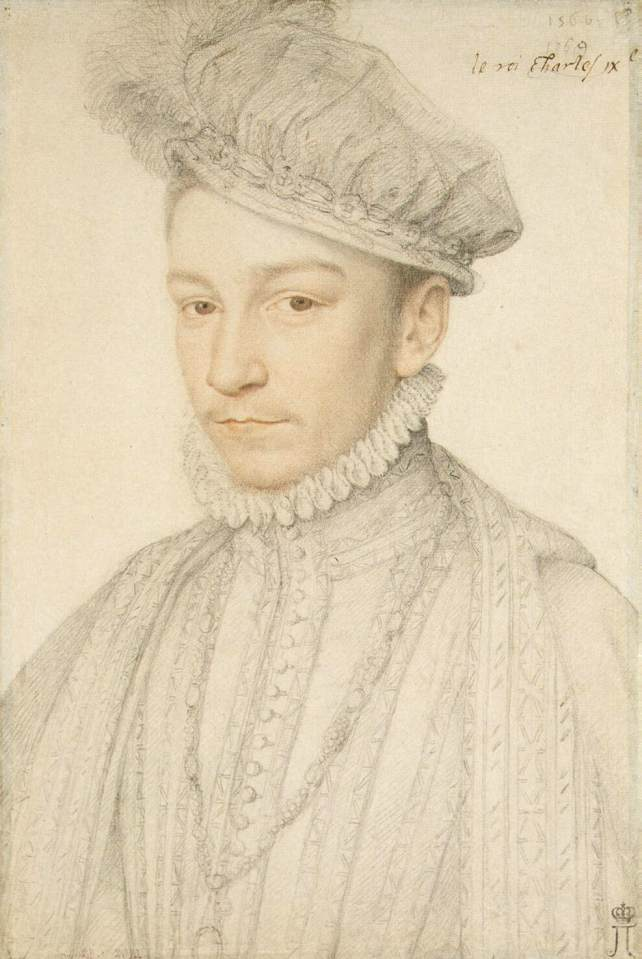
Карл в 1568 році

Амбуазький едикт не задовольнив нікого і насилу втілювався в життя. Заборона на відправлення протестантського культу в містах, враховуючи той факт, що в багатьох містах і провінціях гугеноти становили більшість, просто не могла легко прижитися.
У березні 1564 року почалася Велика подорож по Франції, організована королевою-матір'ю, з метою показати короля народу і країну королю. Планували також умиротворити таким чином королівство — маршрут проходив через найгарячіші точки королівства, починаючи з Сансе (Бургундія) і Труа (Шампань).
30 квітня 1564 року кортеж прибув до Лотарингії і зупинився в Бар-ле-Дюк протягом 1 — 9 травня. Карл Лотаринзький і його дружина Клод, сестра самого Карла IX, хрестили свого нащадка Генріха, 6 місяців від роду. Карла і Філіпа Іспанського запросили в хрещені батьки юного принца. Правда, король іспанський особисто не був присутній.
Далі маршрут королівського кортежу проліг через Ліньї-ан-Барруа, Діжон, Макон, Руссільйон, Валанс і Авіньйон. Під час перебування в Руссильоне король підписав Руссильонский едикт, що встановив 1 січня як перший день року на території всього королівства.
Після тритижневої перерви подорож продовжилася. У Салон-де-Прованс королева-мати зустрілася зі своїм астрологом Нострадамусом. Потім у Екс-ан-Прованс, столиці Прованса, де засідав його парламент, Єр, двір відсвяткував Трійцю, а після відбувся переїзд до Тулону і Марселю, які святково зустріли дорогих гостей.
В цілому можна сказати, що умиротворення Прованса вдалося.
У Лангедок юний король проїхав через Монпельє, Нарбонн і Тулузу. У протестантських містах Гасконі його зустріли шанобливо, але стримано. У Монтобан (20 березня 1565 рік) довелося домовлятися про роззброєння міста, яке витримало три облоги Блеза де Монлюка. Католицькі Тулуза і Бордо виявилися більш спокійними.
Кортеж заїхав в Байонну 14 червня, через Мон-де-Марсан. Катерина Медічі переслідувала цим дві мети: побачитися з дочкою Єлизаветою — королевою Іспанії, що вдалося, і укласти договір з Іспанією, що не вийшло.
У липні двір знову перетнув Гасконь, а в серпні і вересні — Шаранту. В цих регіонах з протестантським більшістю перемир'я було вкрай крихким, і протестанти вкрай неохоче підпорядковувалися Амбуазькому едикту. Тим не менш, короля зустріли з найбільш можливою лояльністю. Єдині негаразди відбулися в Ла-Рошелі, де протестанти висловили невдоволення, і в Орлеані, де приїзд короля зустріли вуличні заворушення.
У грудні 1565 року король зупинився в Мулені. Ця зупинка стала найтривалішою в ході «Великої подорожі» (91 день) і в Мулені було вирішено ініціювати численні реформи. За пропозицією Мішеля де Опиталя було прийнято Муленський едикт, який стверджував невідчужуваність королівського домену.

#### Відновлення військових дій
У червні 1566 року в Пам'є, незважаючи на королівське умиротворення, заворушення поновилися і протестанти осадили католицькі церкви. Католики відповіли справжнім терором: 300 вбитих кальвіністів у Фуа.
У серпні 1567 року протестанти розробили план викрадення короля і його матері. 24 вересня Карл і Катерина Медічі втекли до Мо.
29 вересня деяких високопоставлених католиків вбили в Німі, а потім і в інших містах Лангедока. Протестантські війська на чолі з Людовиком Конде і Гаспаром де Коліньї дійшли до Парижа.
Однак протестантів розбив у битві при Сен-Дені конетабль Анн де Монморансі 10 листопада 1567 року, а у битві при Жарнаке і битві при Монконтуре — герцог Анжуйський. Нарешті 23 березня 1568 року Конде і Катерина Медічі підписали договір в Лонжумо, що було підтверджено мирним договором у Сен-Жермен-ан-Ле (1570 рік).

#### Сен-Жерменський мир

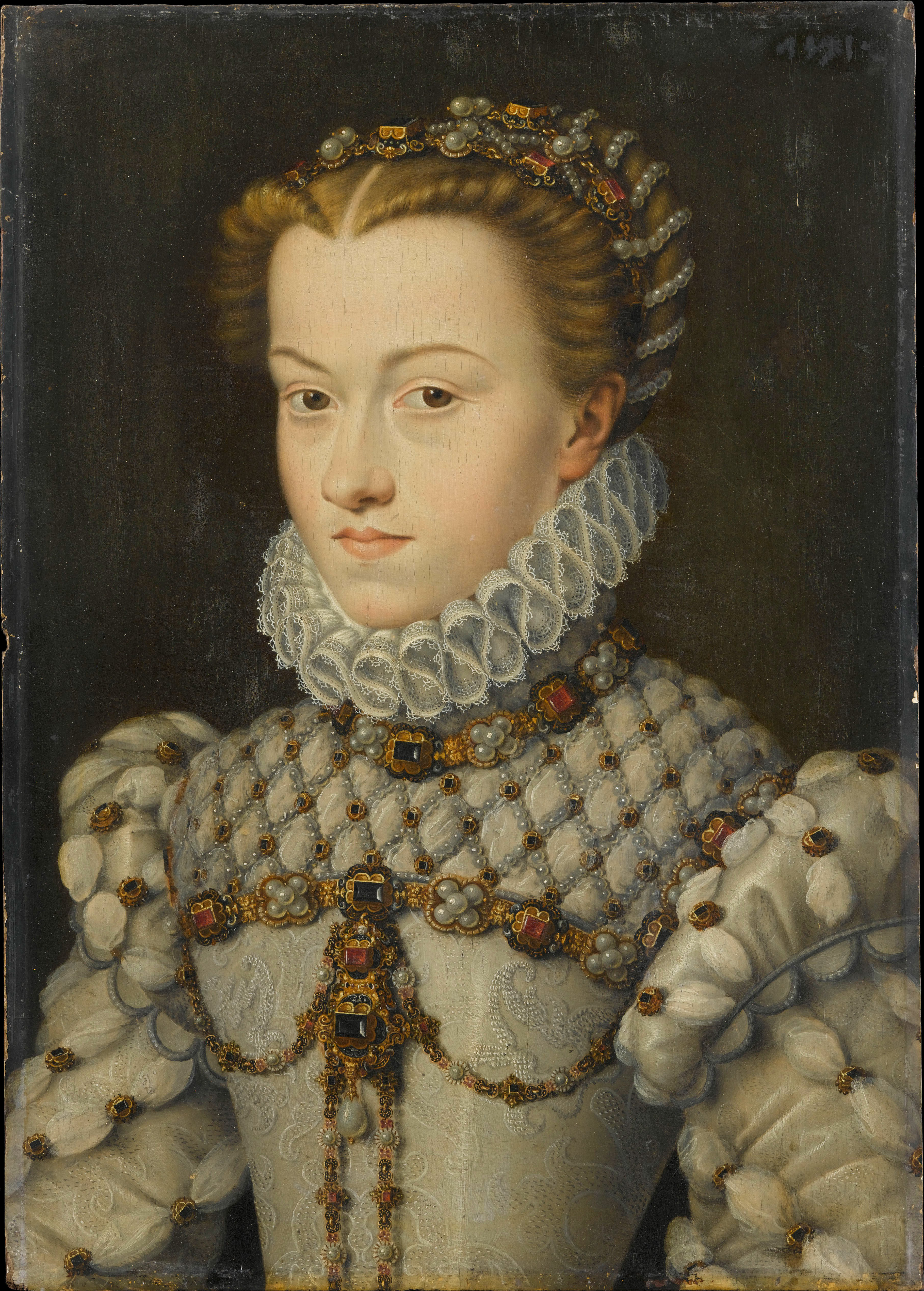
Єлизавета Австрійська, дружина Карла

У дипломатичному плані Карл IX зблизився з Англією і Священною Римською імперією. Подейкували навіть про його можливий вступ на імперський трон. 26 листопада 1570 року Карл IX одружився з Єлизаветою Австрійською (1554—1592 роки), дочкою Максиміліана II, імператора Священної Римської імперії (1527—1576 роки) і Марії Іспанської. Урочисту церемонію одруження влаштували в церкві Нотр-Дам-Есперанс у арденнському містечку Мезьєр і, після пишного святкування, вже в березні 1571 року король і королева урочисто в'їхали в Париж. Провідні діячі культури того часу брали участь в організації урочистостей.
Від цього шлюбу народилася дочка Марія-Єлизавета, яка померла у віці п'яти років. Крім того, король мав зв'язок з Марі Туше, пані де Бельвіль, яка народила від нього сина Карла, згодом графа Д'овернь (з 1589 року), а потім герцога Ангулемского (з 1619 року).
Поки король полював, королева-мати продовжила спроби примирення католиків і протестантів. Восени 1571 року лідер гугенотів, адмірал Франції Гаспар де Коліньї зустрічався з королем протягом декількох днів.
Король, який отримав колись уроки Жака Аміо, захоплювався літературою. Відомі вірші, що належать його перу, а також «Трактат про королівське полювання», який видано вперше в 1625 році, перевидав Анрі Шеврель у 1858 році.
Гійом-Габріель Ле Бретон представив йому в 1569 році свою трагедію «Адоніс».

### Варфоломіївська ніч

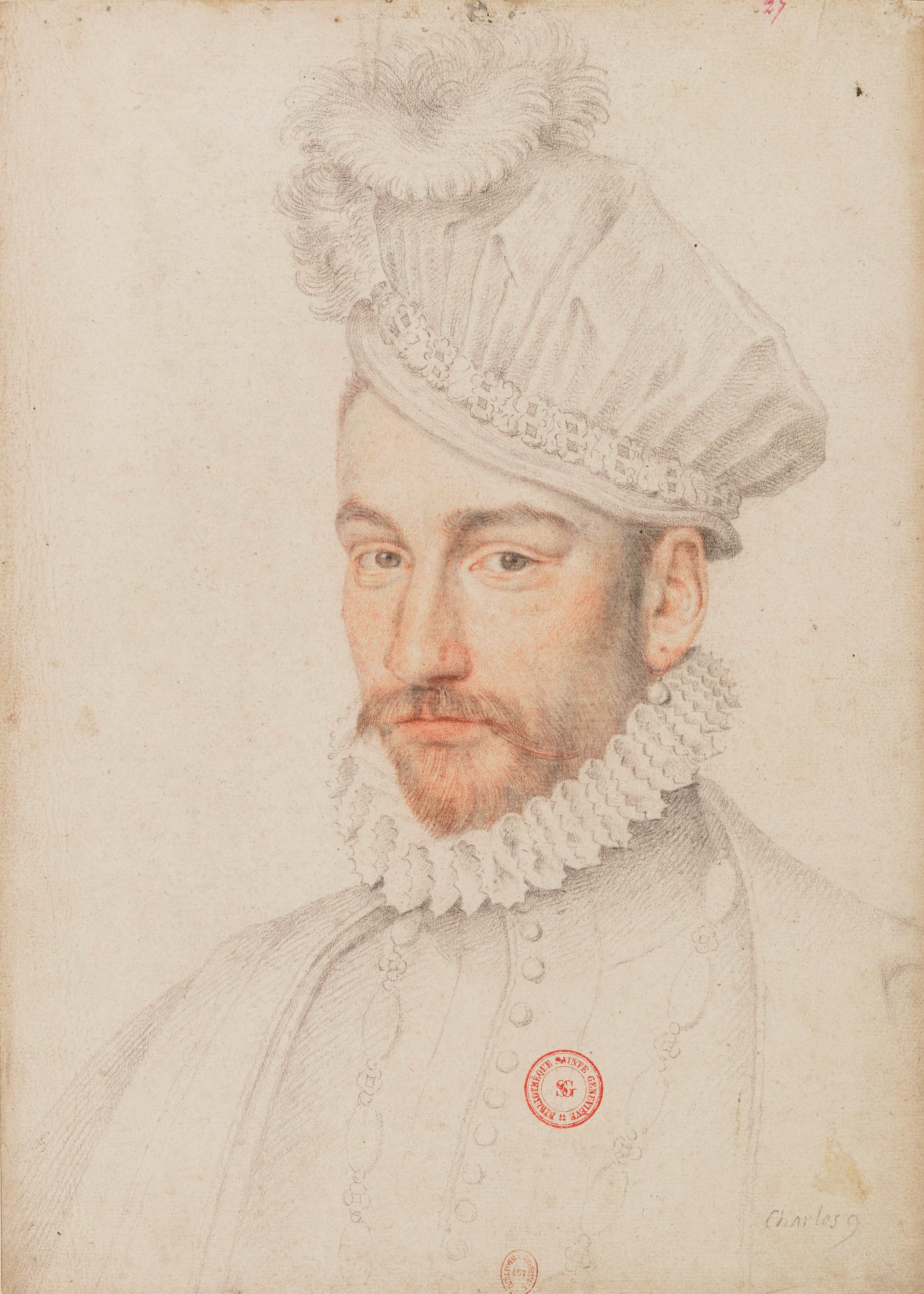
Карл IX, портрет роботи Франсуа Клуе, 1571, вугілля, сангіна, 353×252 мм, Париж, Національна Бібліотека Франції.

Шлюб сестри Карла Маргарити і юного протестанта Генріха Наварського повинен був, як здавалося сучасникам, призвести до тривалого примирення сторін. Але 22 серпня 1572 року, через кілька днів після весілля, відбувся замах на Коліньї. Боячись повстання, Карл IX за порадою матері та радників дав згоду на ліквідацію лідерів протестантів, за деякими винятками, в числі яких були його двоюрідні брати, принци крові Генріх Наварський і Генріх Конде.
Це рішення втілилось у Варфоломіївську ніч 24 серпня 1572 року, яка призвела до загибелі тисяч гугенотів у Парижі та інших великих містах Франції. Рішуче налаштований утримати порядок, король наказав припинити кровопролиття починаючи з ранку 24 серпня, але численні заклики до спокою раз за разом були порушені.
Ця трагедія стала поворотною точкою в царюванні Карла IX. Нехтування Сен-Жерменським едиктом і безчинність, які коїло королівське оточення, начисто знищили будь-яку довіру до королівської влади з боку гугенотів. На тривалий час було покладено край і спробам мирного співіснування, монархія остаточно вступила на шлях повного викорінення протестантизму. Міжрелігійна війна поновилась і призвела до тривалої облоги Ла-Рошелі.
Зважаючи на досить несподіваний і багато в чому загадковий характер розвитку подій, Варфоломіївська ніч завжди була приводом для дебатів. Зокрема, історики весь цей час роздумували над розв'язанням питання про міру відповідальності короля. Довгий час вважали, що різанина була безпосередньо інспірована короною. З XVII століття Карла IX вважали фанатиком, який особисто заклика́в до масових вбивств. Памфлетисти і романтики стверджували, що король особисто стріляв у протестантів, які бігли під вікнами його палацу, що достовірно не підтверджено.

### Після Варфоломіївської ночі
Здоров'я короля завжди було слабким. Він часто і тривало хворів на різні захворювання. Трагічні події Варфоломіївської ночі травмували його ще більше. Назріла змова проти нього і королеви-матері з метою посадити на трон Франциска (Франсуа) Алансонського. Змову розкрили, але королю все важче було переносити подібні удари долі. Він відбув до Венсенський замок, де зліг від хвороби. Його мучила гарячка, задишка, і він помер 30 травня 1574 року, не доживши місяця до свого двадцять четвертого дня народження. Наступного дня відомий французький лікар Амбруаз Паре зробив розтин і встановив причину смерті — плеврит, який був породжений туберкульозом.
Наступником Карла IX на троні став його молодший брат Генріх, який заради французького престолу відмовився від польського. Існує версія, що саме він отруїв Карла книгою, яка була просочена отрутою, що призначалася взагалі то для Генріха Наваррського. Інші джерела повідомляють, що це був Франсуа — наймолодший із братів Валуа. Проте всі джерела сходяться на тій версії, що отруту начебто підіслала їх матір Катерина Медічі.
Овдовівши в двадцять років, дружина Карла IX, юна королева Єлизавета повернулася до Австрії. У 1576 році вона пішла до монастиря Клариссинок, який же і заснувала. Їх малолітня дочка померла в 1578 році.

## Родина
Дружина — Єлизавета Австрійська (1554—1592)
Діти:
- Марія Єлизавета (1572—1578)

Коханка — Марія Туше
Діти (бастарди): 
- син
- Карл (1573—1650)